# Simon Svensson (komiker)
Simon Henrik Svensson, född 30 november 1976 i Lund, är en svensk komiker. Svensson inledde sin humorkarriär 2001 i radioprogrammet Så funkar det med Anders Johansson och Måns Nilsson. 2006 vann Svensson SM i stand up comedy, en rookietävling på Norra Brunn i Stockholm. Han är också med i Malmö FF:s studioprogram Snett Inåt Bakåt, där han tillsammans med Anders Johansson och Magnus Erlandsson, utifrån ett humoristiskt perspektiv, diskuterar hur Malmös fotbollslag bäst ska nå framgångar.
Sedan september 2013 sänder Svensson också podcasten Veckans Viktigaste Intervju, där han intervjuar tyckare, debattörer och politiker. I oktober 2014 startade han tillsammans med Jonatan Unge sportsatirpodcasten Della Sport.
Under sommaren 2015 ledde Svensson Morgonpasset i Sveriges Radio P3 tillsammans med Arantxa Álvarez, Athena Afshari och Victor Linnér. 
Svensson var skådespelare i The Play That Goes Wrong i rollen som Torsten, scenkillen. Teatern regisserades av Sven Melander och framfördes både på Nöjesteatern och Lorensbergsteatern.

## Radio
2001 medverkade Svensson i radioprogrammet Så funkar det på Sveriges radio P3. Mellan 2007 och 2010 var han med i redaktionen till Pang prego, ett humorprogram som sändes på SR P3 söndagar och måndagar. Sommaren 2008 och sommaren 2009 var Svensson programledare för Morgonpasset i P3 tillsammans med Anna Granath respektive Claudia Galli. 2010-2011 var Svensson programledare för humorprogrammet Tankesmedjan i P3, och 2013 var han programledare för segmentet Äkta satir som ersatte Public Service i Godmorgon världen i P1.

## TV
2006-2007 arbetade Svensson som manusförfattare till SVT:s talkshow/humorprogram Robins. Tillsammans med Jesper Rönndahl, Sissela Benn och Emma Hansson är Simon Svensson också medlem i humorgruppen Einsteins kvinnor, som hösten 2007 syntes i kort-serien Centralskolan i SVT.

## Produktionsbolag och radiostation
Svensson driver produktionsbolaget Under produktion och är sedan starten VD. Under produktion har också en egen radiostation, Radio UP. 
Svensson driver också aktiebolaget Stockholm Comedy Club AB.